# Ламела, Эрик
Э́рик Мануэ́ль Ламе́ла Корде́ро (исп. Erik Manuel Lamela Cordero; 4 марта 1992, Карапачай, Буэнос-Айрес) — аргентинский футболист, атакующий полузащитник]. Воспитанник  Ривер Плейта, победитель Лиги Европы в составе  Севильи. Обладатель премии Пушкаша (2021).

## Биография

### Детство и юность
Родился 4 марта 1992 года в Карапачае, пригороде Буэнос-Айреса, в семье бывшего футболиста Хосе Ламелы и его жены Мириам. Имеет двух братьев — Акселя и Брайана.
С 8 лет занимался в детской футбольной школе «Ривер Плейта». В 2004 году 12-летним Ламелой заинтересовались скауты «Барселоны». Руководство каталонского клуба договорилось об условиях переезда с родителями футболиста, предложив им дом и работу в Барселоне, однако президент «Ривер Плейта» Хосе Мария Агилар, не желавший отпускать перспективного игрока, сделал более выгодное предложение и отговорил семью от переезда в Испанию.
В 16-летнем возрасте Ламела в составе молодёжной команды «Ривер Плейта» принял участие в турнире Cobham Cup, в финале которого «Ривер Плейт» обыграл хозяев и организаторов соревнования, лондонский «Челси», со счётом 2:0.

### Карьера

#### «Ривер Плейт»
Дебют Ламелы в первой команде «Ривер Плейта» состоялся в возрасте 17 лет — 13 июня 2009 года он вышел на замену на 80-й минуте матча против «Тигре», завершившемся со счётом 3:1 в пользу «Ривера». В стартовом составе впервые вышел на поле 12 сентября 2010 в гостевой игре против «Ньюэллс Олд Бойз» и был заменён на 56-й минуте. В том матче «Ривер Плейт» проиграл со счетом 0:1.
Первый гол в профессиональной карьере Ламела забил 16 ноября 2010, сравняв счёт в выездном матче против «Колона», который завершился со счётом 2:1 в пользу «Ривер Плейта».
Хорошая техника, пас и видение поля позволили Ламеле быстро стать игроком основного состава. Вскоре он также получил право на исполнение штрафных и угловых ударов, которое до этого было доверено ветерану аргентинского футбола Ариэлю Ортеге. Молодой игрок, поначалу игравший на позиции левого крайнего полузащитника, с уходом Ортеги в аренду в «Олл Бойз» стал чаще смещаться в центр и выполнять функции плеймейкера, а также получил 10-й номер, под которым ранее выступал Ортега.
Дебютировал в национальной сборной 25 мая 2011 года, сыграв 58 минут в товарищеском матче против Парагвая.

#### «Рома»
6 августа 2011 года подписал пятилетний контракт с итальянской «Ромой». За трансфер Ламелы римский клуб заплатил «Ривер Плейту» 12 миллионов евро без учёта бонусов. В это же межсезонье «Рому» возглавил новый тренер, Луис Энрике, а состав пополнился вратарём Стекеленбургом, защитниками Хайнце и Хосе Анхелем, полузащитником Пьяничем и нападающими Борини, Бояном и Освальдо. Ламела пропустил начало сезона из-за травмы, полученной на молодёжном чемпионате мира. Дебютировал 23 октября в домашней игре против «Палермо», на 8-й минуте забив единственный в матче гол. 11 января 2012 года забил два гола в матче 1/8 финала кубка Италии против «Фиорентины», завершившемся со счётом 3:0. В сезоне 2011/12 сыграл за «Рому» в 29 матчах Серии А, забив 4 гола и отдав 9 голевых передач.
28 октября 2012 года сделал первый «дубль» в Серии А, в течение двух минут открыв и удвоив счёт в домашней игре против «Удинезе». «Рома» не смогла удержать победу в этом матче и уступила со счётом 2:3.

#### «Тоттенхэм Хотспур»
30 августа 2013 года Ламела стал футболистом английского клуба «Тоттенхэм Хотспур». Сумма сделки оценивается в €28 млн.
В дебютном сезоне из-за различных травм провёл всего 9 матчей в Премьер-лиге. Сезон 2014/15 начал игроком основного состава. Первый гол за «Тоттенхэм Хотспур» забил 20 декабря 2014 года в матче против «Бернли», матч закончился со счетом 2-1.
Является автором 8000-го гола в истории Лиги чемпионов УЕФА, забил его в матче против «Барселоны» 3 сентября 2018 года.
В составе «Тоттенхэма» сыграл 257 матчей.

#### «Севилья»
В июле 2021 года стал игроком испанского клуба «Севилья».

#### «АЕК»
В июле 2024 года стал игроком греческого клуба «АЕК», а в августе 2025 года объявил о завершении карьеры из-за проблем с бедром.

## Достижения

### Командные
«Рома»
- Финалист Кубка Италии: 2012/13

«Тоттенхэм Хотспур»
- Финалист Кубка Футбольной лиги: 2014/15
- Финалист Лиги чемпионов: 2018/19

«Севилья»
- Победитель Лиги Европы: 2022/23

Сборная Аргентины
- Финалист Кубка Америки (2): 2015, 2016

### Личные
- Автор лучшего гола месяца английской Премьер-лиги: март 2021
- Премия ФИФА имени Ференца Пушкаша: 2021

## Статистика

### Клубная
| Выступление       | Выступление         | Выступление      | Лига | Лига | Кубок | Кубок | Еврокубки | Еврокубки | Итого | Итого |
| Клуб              | Лига                | Сезон            | Игры | Голы | Игры  | Голы  | Игры      | Голы      | Игры  | Голы  |
| ----------------- | ------------------- | ---------------- | ---- | ---- | ----- | ----- | --------- | --------- | ----- | ----- |
| Ривер Плейт       | Чемпионат Аргентины | 2008/09          | 1    | 0    | —     | —     | —         | —         | 1     | 0     |
| Ривер Плейт       | Чемпионат Аргентины | 2009/10          | 1    | 0    | —     | —     | —         | —         | 1     | 0     |
| Ривер Плейт       | Чемпионат Аргентины | 2010А            | 13   | 2    | —     | —     | —         | —         | 13    | 2     |
| Ривер Плейт       | Чемпионат Аргентины | 2011К            | 21   | 2    | —     | —     | —         | —         | 21    | 2     |
| Ривер Плейт       | Итого               | Итого            | 36   | 4    | —     | —     | —         | —         | 36    | 4     |
| Рома              | Серия A             | 2011/12          | 29   | 4    | 2     | 2     | —         | —         | 31    | 6     |
| Рома              | Серия A             | 2012/13          | 33   | 15   | 3     | 0     | —         | —         | 36    | 15    |
| Рома              | Итого               | Итого            | 62   | 19   | 5     | 2     | 0         | 0         | 67    | 21    |
| Тоттенхэм Хотспур | Премьер-лига        | 2013/14          | 9    | 0    | 2     | 0     | 6         | 1         | 17    | 1     |
| Тоттенхэм Хотспур | Премьер-лига        | 2014/15          | 33   | 2    | 5     | 1     | 8         | 2         | 46    | 5     |
| Тоттенхэм Хотспур | Премьер-лига        | 2015/16          | 34   | 5    | 2     | 0     | 8         | 6         | 44    | 11    |
| Тоттенхэм Хотспур | Премьер-лига        | 2016/17          | 9    | 1    | 2     | 1     | 3         | 0         | 14    | 2     |
| Тоттенхэм Хотспур | Премьер-лига        | 2017/18          | 25   | 2    | 6     | 2     | 2         | 0         | 33    | 4     |
| Тоттенхэм Хотспур | Премьер-лига        | 2018/19          | 19   | 4    | 5     | 1     | 9         | 1         | 33    | 6     |
| Тоттенхэм Хотспур | Премьер-лига        | 2019/20          | 25   | 2    | 5     | 1     | 5         | 1         | 35    | 4     |
| Тоттенхэм Хотспур | Премьер-лига        | 2020/21          | 23   | 1    | 4     | 2     | 8         | 1         | 35    | 4     |
| Тоттенхэм Хотспур | Итого               | Итого            | 177  | 17   | 31    | 8     | 49        | 12        | 257   | 37    |
| Всего за карьеру  | Всего за карьеру    | Всего за карьеру | 271  | 40   | 36    | 10    | 49        | 12        | 356   | 62    |

### Сборная
| Команда   | Год   | Игр | Голы |
| --------- | ----- | --- | ---- |
| Аргентина |       |     |      |
| 2011      | 1     | 0   |      |
| 2013      | 5     | 0   |      |
| 2014      | 4     | 1   |      |
| 2015      | 5     | 0   |      |
| 2016      | 2     | 2   |      |
| Всего     | Всего | 17  | 3    |

### Голы за сборную Аргентины
| # | Дата            | Место                               | Противник | Результат | Счет | Соревнование      |
| - | --------------- | ----------------------------------- | --------- | --------- | ---- | ----------------- |
| 1 | 3 сентября 2014 | Эсприт Арена, Дюссельдорф, Германия | Германия  | 2:0       | 4:2  | Товарищеский матч |